# 23904 Amytang
23904 Amytang è un asteroide della fascia principale. Scoperto nel 1998, presenta un'orbita caratterizzata da un semiasse maggiore pari a 2,5678768 UA e da un'eccentricità di 0,1341454, inclinata di 8,61875° rispetto all'eclittica.